# Dealul Viei
Dealul Viei – wieś w Rumunii, w okręgu Buzău, w gminie Merei. W 2011 roku liczyła 820 mieszkańców.